# Macizo de los Urrieles
El macizo de los Urrieles o macizo Central es un macizo montañoso localizado en el norte de España, uno de los tres macizos que integran los Picos de Europa, a su vez, uno de los tramos del macizo Cantábrico perteneciente a la cordillera Cantábrica. Los otros dos macizos son el Cornión y Ándara, y es, de los tres, el de más altura, pero no extensión.
Administrativamente, pertenece a Asturias, Cantabria y León comunidades autónomas del Principado de Asturias, Cantabria y Castilla y León.

## Geografía
Situado entre los valles excavados por los ríos Cares y Duje se halla el macizo Central, sin duda el más agreste y vertical de Picos de Europa. Posee las mayores alturas de los tres macizos, pues 38 de sus cimas rebasan los 2500 m, estando catorce de ellas (curiosamente el mismo número de ochomiles que hay en el planeta) por encima de los 2600 m. Sólo la peña Santa, en el macizo Occidental, entraría en ese grupo de 38 montañas por encima de 2500 m.
Si bien es menos extenso que el macizo del Cornión, el macizo de los Urrieles tiene más superficie de alta montaña que el anterior, coronada por el Torrecerredo con sus 2650 m de altitud. Sin embargo, no es en ese punto donde se concentra la leyenda de este macizo en particular y de Picos de Europa en general. Para encontrarlo hay que dirigirse al este, al corazón de los Urrieles, hacia el Naranjo de Bulnes o Picu Urriellu, auténtico símbolo de la montaña asturiana y lugar donde se han escrito, desde su conquista en 1905, las más bellas páginas del alpinismo español. Sirvan como ejemplos la apertura de la primera vía en su cara oeste, 550 m de verticalidad caliza, por Alberto Rabadá y Ernesto Navarro en 1962, o la vía «Sueños de Invierno», para cuya consecución José Luis García Gallego y Miguel Ángel Díez Vives estuvieron colgados de dicha pared durante 69 días de forma ininterrumpida.
Al igual que el Cornión, el macizo Central se puede dividir en distintas zonas para un análisis más sencillo y comprensible.

### Grupo de la Peña Maín
De norte a sur, las primeras cumbres son las del grupo de la Peña Maín, de entre las que destacan el cueto Redondo, la Cabeza la Mesa (que con 1605 m es la más alta de este conjunto) o la Cabecina Quemada. Desde cualquiera de ellas se tienen unas espectaculares vistas del corazón de los Urrieles.
Al oeste se encuentra Bulnes, pueblo que, tanto por su situación como por el aislamiento al que la geografía lo ha sometido durante siglos, quizá sea el que mejor representa la presencia del hombre en este entorno tan hostil. Desde Bulnes, y a través de la canal de Balcosín primero y de la canal de Camburero después, se llega a la base del pico con el que comparte nombre, el Naranjo de Bulnes.

### Grupo del picu Urriellu

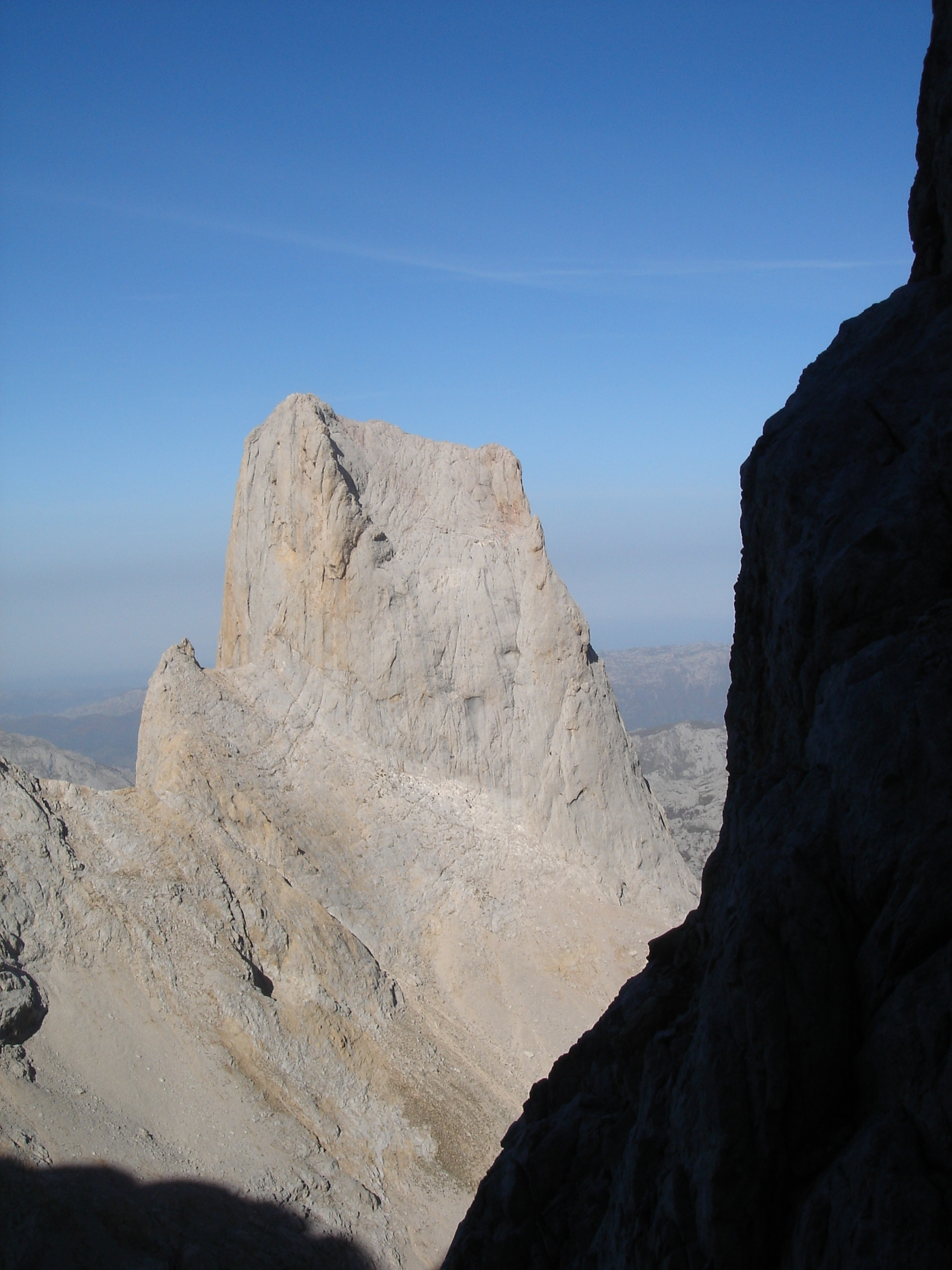
La cara sur del Naranjo de Bulnes.

Los límites de este espectacular conjunto de cumbres se pueden situar entre el collado de Santa Ana por el sur y la peña Castil en su parte septentrional.
Comenzando por el sur destacan los las torres del Tiro Navarro (2602 m), conjunto de tres cumbres la más alta de las cuales es la única que supera los 2600 m. Más hacia el norte, a través de la horcada del Infanzón (2482 m) se encuentran los Campanarios, otra cumbre triple cuya máxima altura alcanza los 2572 m. Al este de este conjunto y a través del jou del Infanzón se encuentra la torre de los Tiros de Santiago y algo más al norte, el Cuchallón de Villasobrada (2416 m).
El Urriellu o Naranjo de Bulnes da forma, junto con las montañas de su entorno, al jou tras el Picu, un círculo de montañas que deja en el interior un hoyo tan espectacular como profundo. Empezando por el norte siguiendo el sentido de las agujas del reloj aparecen la torre del Carnizoso (2332 m), la torre del Oso (2461 m), el Risco Víctor y, a través de la llamada falsa collada Bonita, la aguja de los Martínez (2422 m) desde donde se desciende hacia la Collada Bonita (2382 m), lugar privilegiado para observar la cara sur del Picu. Siguiendo hacia el sur aparece la torre de las Colladetas (2456 m) y a continuación la Morra, cumbre bicéfala que tiene una altura máxima de 2554 m, lo que le supone ser la cumbre más alta de todas las que rodean, junto con el Naranjo, el jou tras el Picu. La zona oeste del jou tras el Urriellu está cubierto por los Tiros de la Torca (2386 m), antesala por el sur del Picu Urriellu (2519 m), del que parte la Canal de la Celada hacia la Vega de Urriellu.
Al este de este conjunto sólo quedaría la peña Castil (2444 m), imponente pirámide que marca el fin, por el norte, de las grandes alturas de los Urrieles.

### Grupo de Torrecerredo

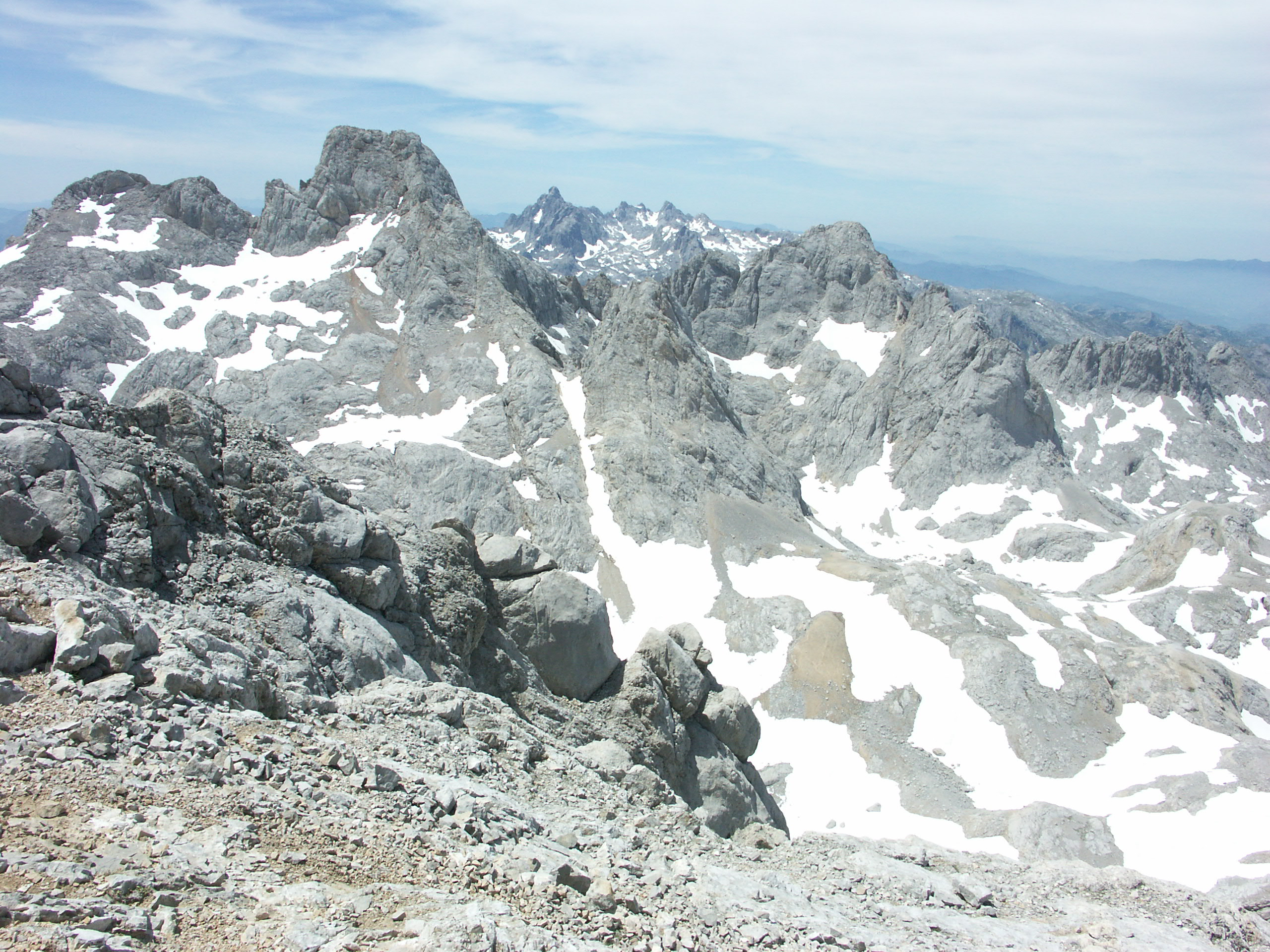
Torrecerredo y Cabrones. Entre ellos, el macizo Occidental, siempre presidido por las Peñas Santas.

Geográficamente este sector se encuentra al oeste del picu Urriellu y limita más al oeste con el río Cares. De norte a sur, comienza con el Murallón de Amuesa que rápidamente va ganando altura hasta configurar las primeras cumbres, como son los cuetos del Trave (2253 m el más alto) y, tras sobrepasar la collada del Agua, el pico de Dobresengros (2395 m). Con el mismo nombre fue bautizada la canal de Dobresengros, vía que parte de las inmediaciones de Caín y que accede, tras salvar un desnivel de 2000 m, a las cumbres más altas de esta área.
Al sur del pico de Dobresengros aparece, imponente, el conjunto de Cabrones. Primero las agujas de Cabrones (2474 m) y después el pico de los Cabrones (2553 m), bella cumbre de estilizada silueta que, hacia el este, cobija al jou de los Cabrones, zona especialmente árida y lugar donde se encuentran el refugio José Ramón Lueje (2035 m) y el sistema del Trave, un conjunto de tres simas que, con sus 1441 m de profundidad es el más importante de Picos.
Sin casi descanso se llega al símbolo de esta área, el Torrecerredo (2650 m), techo de los Urrieles y el punto más elevado en muchos cientos de kilómetros a la redonda. Es además un privilegiado lugar para observar el macizo de las Peñas Santas.
El Torrecerredo está escoltado por dos agujas de nombres singulares, pues de sus paredes se desprenden el Risco Saint Saud (2575 m) y, ligeramente más abajo, la torre de Labrouche (2525 m). Estas cumbres llevan el nombre de dos personajes ilustres de Picos de Europa, el conde de Saint Saud y Paul Labrouche, muchas veces compañeros y descubridores, durante finales del siglo XIX, de muchos de los secretos de estas montañas.
Siguiendo hacia el sur, pegada a Torrecerredo está la torre Bermeja (2606 m) y, tras pasar la collada Bermeja (2485 m), la torre Coello (2584 m). Girando hacia el este y posteriormente al norte, se encuentra el Tiro del Oso (2576 m) y tras superar la Horcada de Don Carlos (2418 m), el pico de Boada (2523 m). Finalmente, la torre de la Párdida (2596 m), cima que ofrece espectaculares vistas tanto a la cara oeste del Naranjo de Bulnes como a Torrecerredo y, más allá, al Cornión.
Desde la torre de la Párdida en dirección norte se encuentra el Neverón de Urriellu (2559 m), otro privilegiado balcón desde el que admirar la cara oeste del Naranjo, y el Diente de Urriellu. Más al norte, y tras atravesar la Horcada Arenera, surge el conjunto de Los Albos. En este grupo de alturas destacan el Neverón Albo (2442 m), el cueto Albo (2414 m), el pico Albo (2442 m) y las tres torres Areneras (2445 m la más alta). Desde los Albos, continuando hacia el norte, se recorre la canal de Camburero y, posteriormente, la de Balcosín hasta llegar al pueblo de Bulnes.

### Grupo de peña Vieja

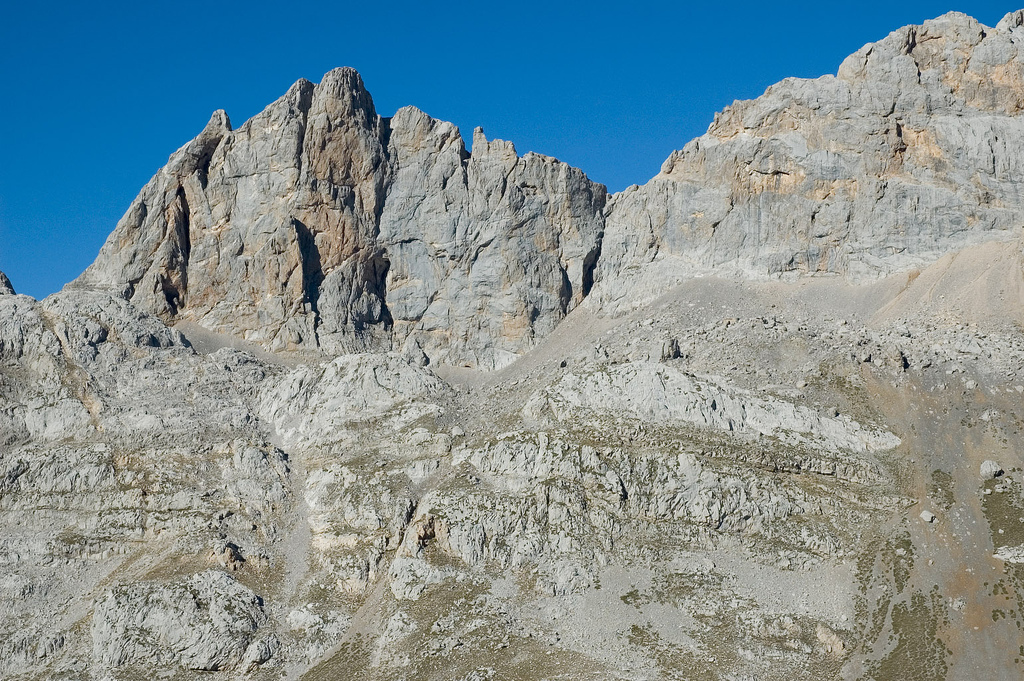
La Torre de los Horcados Rojos (2503 m) es una de las montañas más significativas en el macizo Central.

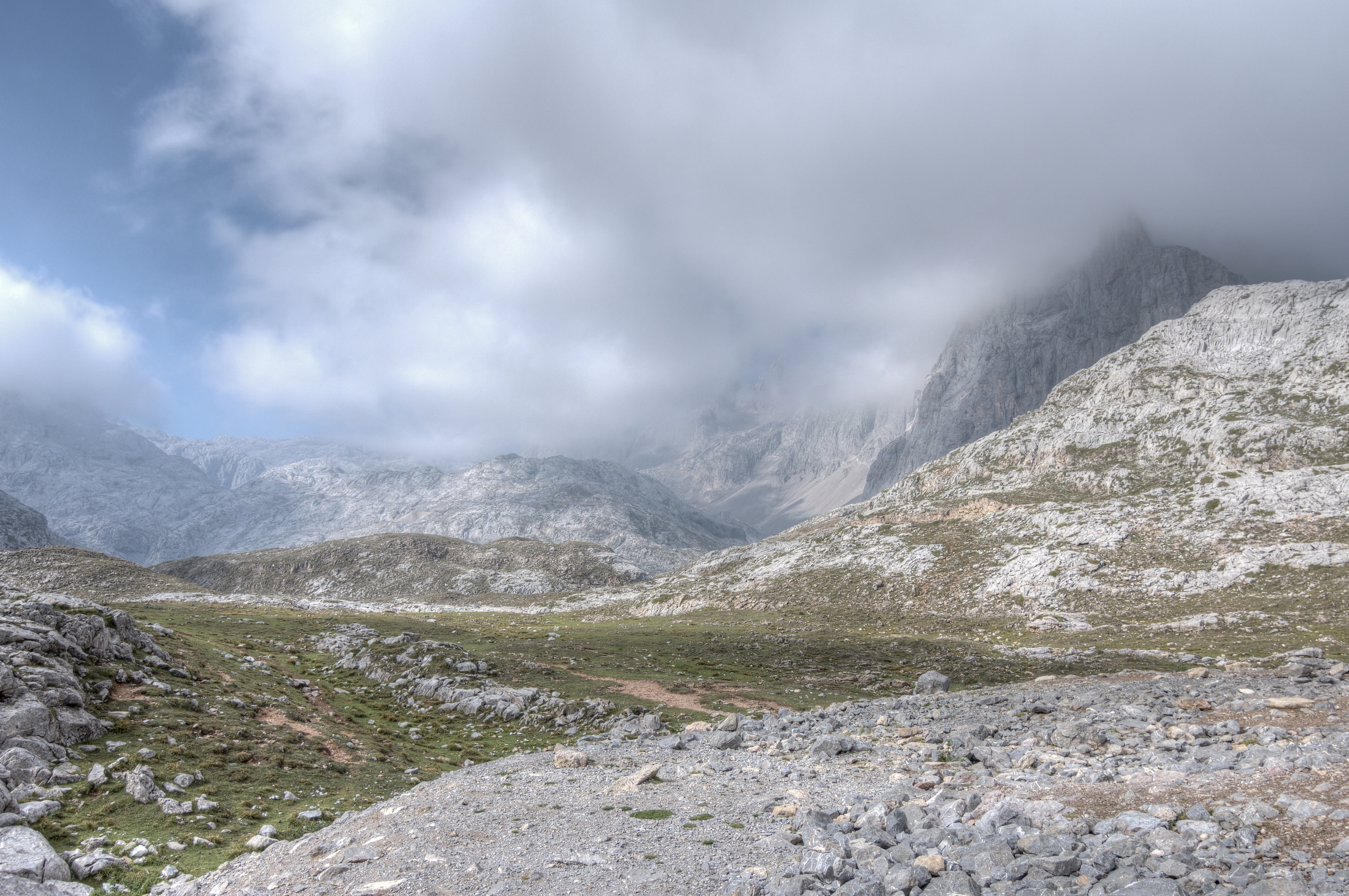
Zona superior del teleférico de Fuente Dé, Peña Vieja entre nubes.

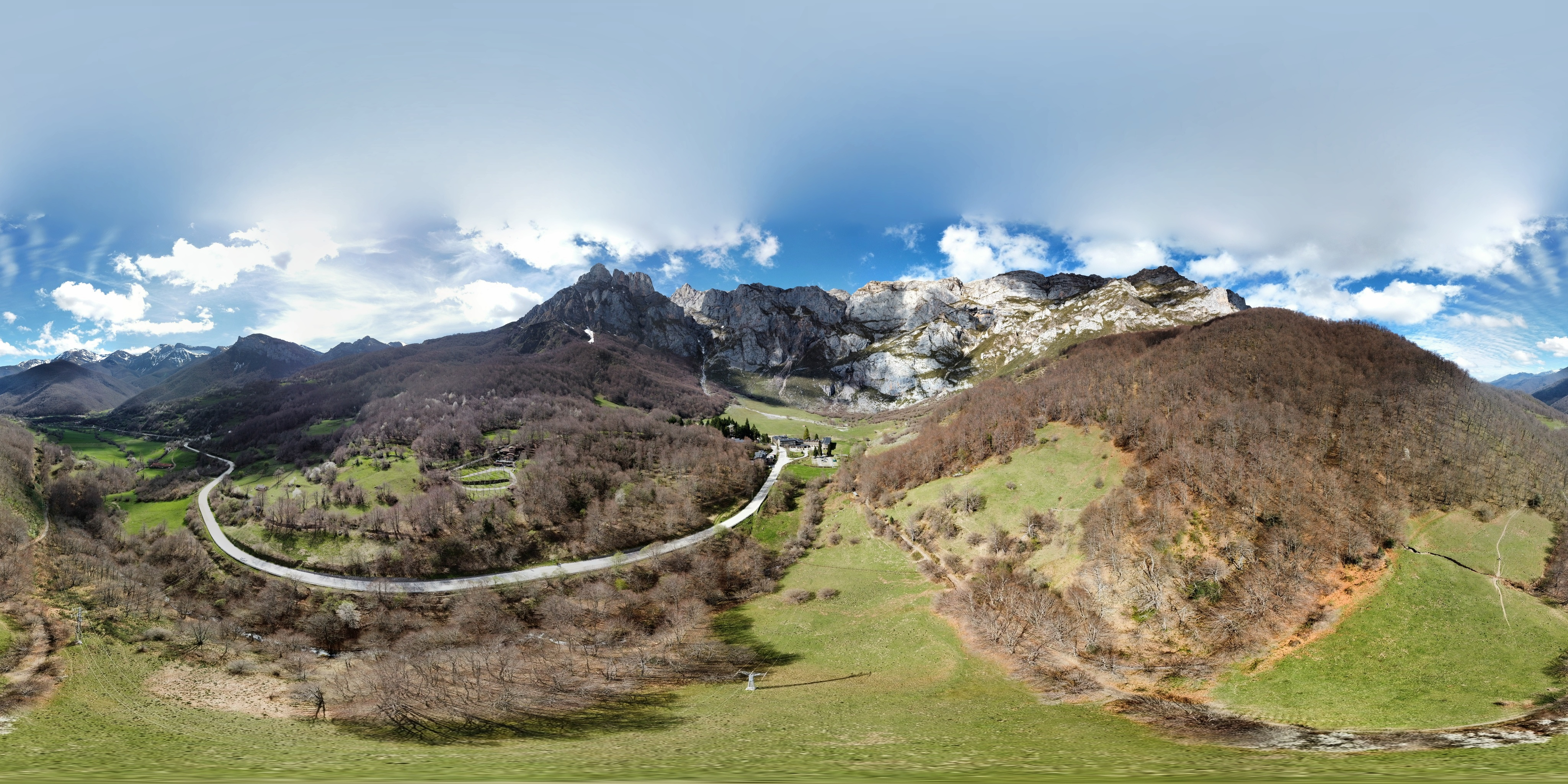
Vista panorámica de 360° desde Fuente Dé.

Partiendo de la zona sur del área anterior, es decir, del Tiro del Oso, y siguiendo la divisoria astur-leonesa, se levantan los picos Arenizas, triple cumbre cuya mayor altura alcanza los 2515 m. Siguiendo esta trayectoria hacia el sur de los Urrieles aparece el estilizado y piramidal pico Tesorero (2570 m), relevante por su belleza y peculiar por ser el punto donde confluyen las tres provincias que comparten el territorio de los Picos de Europa, esto es, Asturias, Cantabria y León. También espectacular es el paisaje que ofrece a aquel que llegue a su cumbre, pues da vista a casi todos los puntos relevantes de los Urrieles.
Trazando la línea que se separa de León y que sigue la divisoria astur-cántabra hacia el este, se yergue la torre de los Horcados Rojos (2503 m) y más allá, los picos de Santa Ana (el más alto de los cuales supera por un solo metro la barrera de los 2600 m).
En dirección sureste, ya en territorio cántabro, dos afiladas agujas, la de la Canalona y la de Bustamante, anteceden a la peña Vieja, que con sus 2619 m es la mayor elevación de este conjunto de montañas y de toda Cantabria.. Al sur, ya en los límites de este macizo, está la peña Olvidada (2430 m) y al noreste desde los picos de Santa Ana se alcanzarían las torres del Tiro Navarro, ya comentadas anteriormente. El conjunto Arenizas —Tesorero, Horcados Rojos, Santa Ana y Tiro Navarro— dan forma al jou de los Boches, que está al sur del jou Sin Tierre, que a su vez desembocaría, más al norte, en la vega de Urriellu.
En dirección contraria, al sur de los Horcados Rojos, estaría el jou Sin Tierre, en cuyo extremo noroeste se halla el refugio de Cabaña Verónica (2325 m), el más singular de cuantos se encuentran en Picos, pues su estructura es la cúpula metálica de las baterías antiaéreas de un barco portaaviones.
Al norte de peña Vieja, atravesando los llamados cuetos de San Juan de la Cuadra para entrar en territorio astur, se accede al valle de las Moñetas, dejando al oeste el grupo del picu Urriellu y alcanzando en el camino hacia las vegas de Sotres (límite oriental de los Urrieles) el pintoresco lago de las Moñetas.
Algunas cumbres relevantes de esta pequeña sierra serían las Coteras Rojas (2295 m, la más elevada), la Garmona (2291 m), el cuetu de la Cuadra (2231 m), el Paredón del Albo (2125 m) o el Escamelláu (2063 m).
En la falda este de peña Vieja se encuentran las praderías de Áliva, donde nace el río Duje, y que sirven de división entre el macizo Central y el macizo de Ándara, siendo además un lugar de gran belleza, muy concurridas por ser camino entre la estación superior del teleférico de Fuente Dé y el pueblo de Espinama, por lo cual se consideran una de las puertas de Liébana a los Picos de Europa. Aquí se encuentra el refugio de Áliva, el de mayor capacidad de entre los situados en las inmediaciones de los Picos.

### Sector del Llambrión

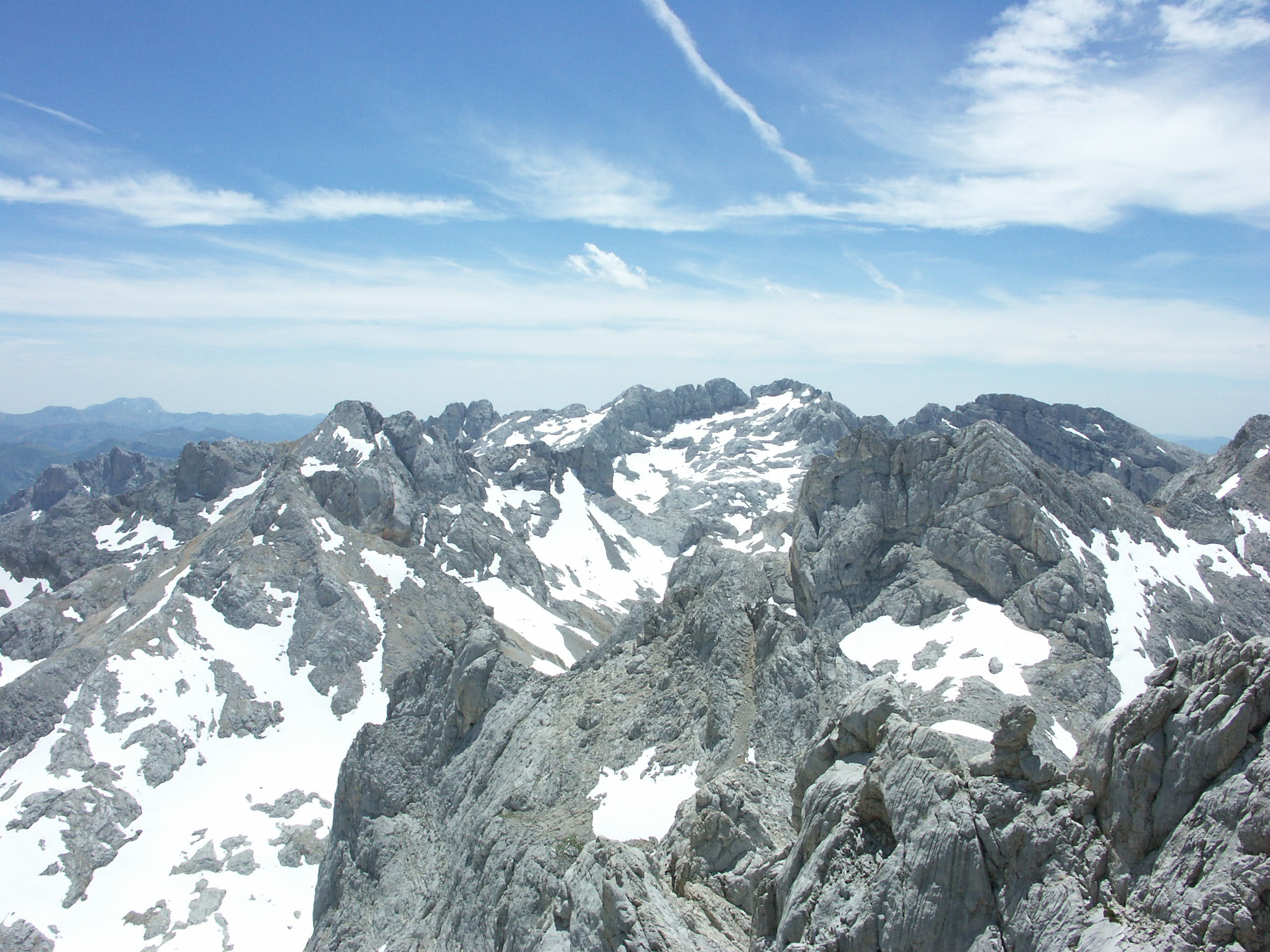
El área del Llambrión.

En esta zona situada en el suroeste del macizo Central se encuentra la mayor concentración de elevaciones de los Picos de Europa, con varias alturas que superan los 2600 m. Concretamente engloba a nueve de las catorce cimas que superan esos 2600 m.
En torno a la torre del Llambrión (2642 m y techo de este conjunto) se pueden encontrar alturas de gran relevancia y todas muy cercanas ésta. Destaca, por su altura que le hace rivalizar con el propio Llambrión, el  tiro Tirso], con sus 2641 m de altitud. También están la [torre sin Nombre (2638 m — y actualmente en trámites de ser bautizada como torre Schulze, en honor a la figura de este pionero de los Picos de Europa—, la 
torre Casiano de Prado (2622 m), la torre Llastrias (2621 m), la torre Blanca (2617 m), la torre de la Palanca (2614 m), la torre de Peñalara (2607 m) y la torre del Hoyo Grande (2602 m). Al sur de la torre Casiano de Prado también se puede mencionar la torre de las Minas del Carbón, que se queda en 2595 m de altitud.

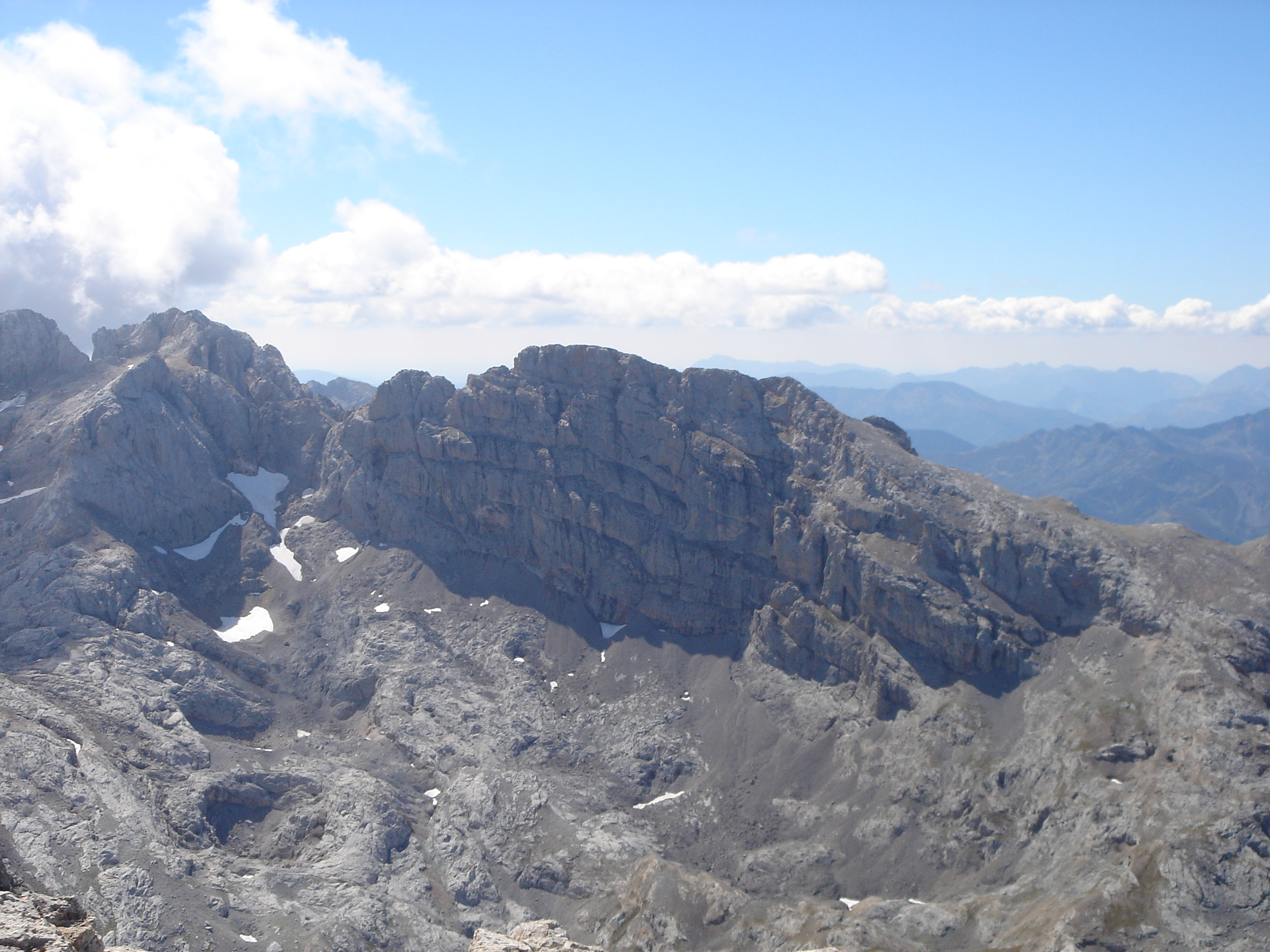
El imponente murallón norte de la Torre de la Palanca (2614 m).

Al sureste de la torre Blanca se alzan importantes elevaciones, como son el tiro Llago, el Madejuno o los tiros de Casares ya en las inmediaciones de Cabaña Verónica. Siguiendo hacia el sureste, otras cimas que van surgiendo, como la torre del Hoyo Oscuro, el pico San Carlos, la torre del Altáiz o el pico de la Padierna, se van acercando hacia Fuente Dé, en el extremo sur de los Urrieles.
Al oeste de la torre de la Palanca se elevan tres importantes torres, la de Diego Mella, la de Delgado Úbeda y a torre de Peñalba. Siguiendo en esa dirección oeste se empieza a perder altura con cimas de menor relevancia hasta llegar al cauce del río Cares. Conviene destacar, al poco de empezar el recorrido hacia el río, la torre de la Celada (2470 m), tanto por su altura como por el otro nombre con el que también se la ha bautizado, torre de Don Pedro Pidal, en honor al hombre cuyo nombre probablemente sea el más importante en la historia de estas montañas.

### Las Peñas Cifuentes

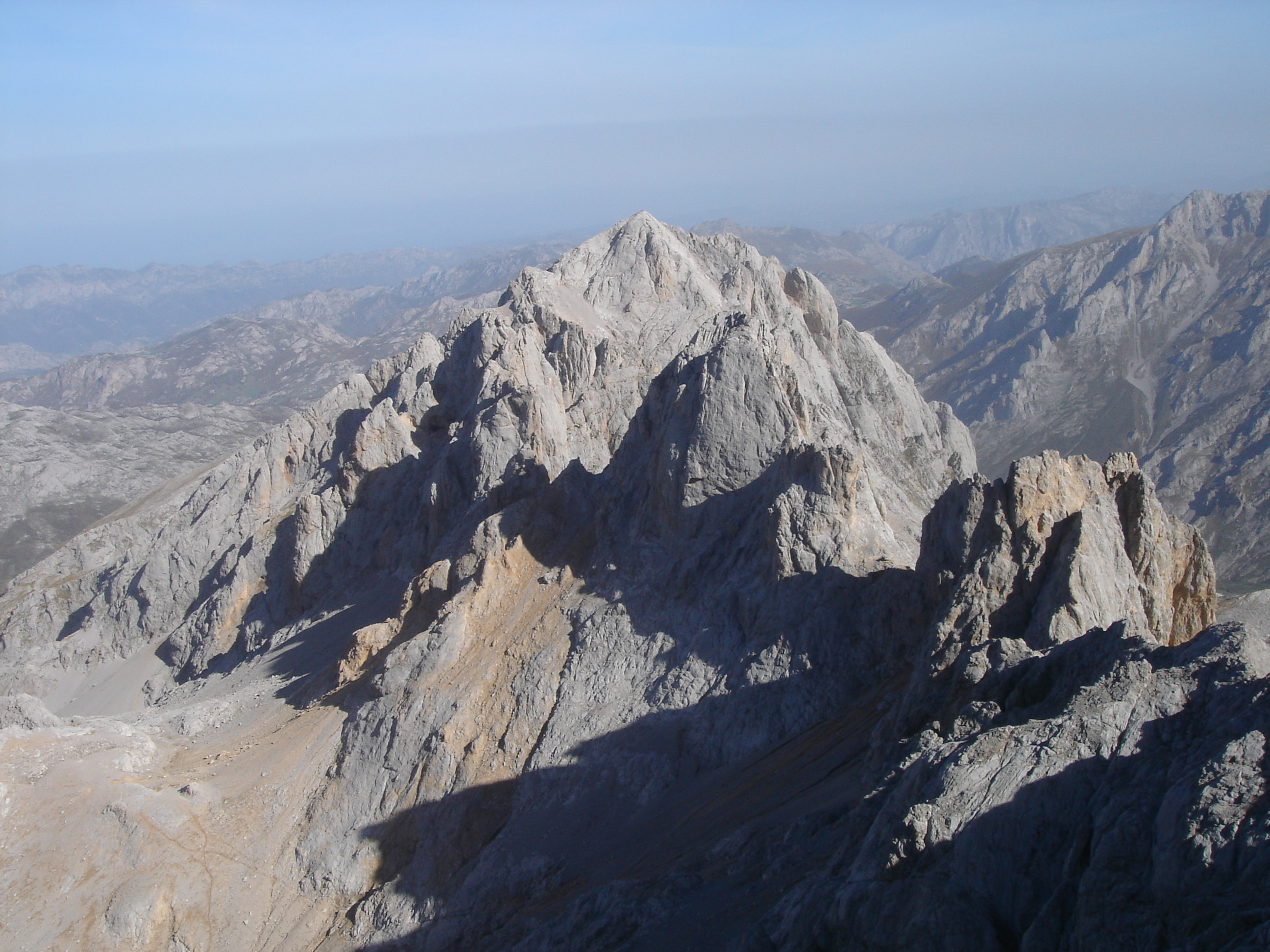
La piramidal Peña Castil (2444 m).

En la parte oeste, muy cerca del río Cares, destaca la aguja de María del Carmen, que es seguida por el Borracho, la Cantadota y la Torre de las Mojosas. Cada una de estas montañas va ganando en altura, rondando esta última Torre de las Mojosas los 2000 m. Más al este, tras rodear por el sur el hoyo de las Mojosas, aparece la aguja de María Luisa (2386 m) e inmediatamente después, la torre del Friero (2445 m), que si bien no es, por poco, la mayor altura de este conjunto, sí que es la montaña que presenta las paredes más espectaculares y difíciles, especialmente en su vertiente septentrional.
Más al este se accede a la canal de la Cabida o Chavida (2160 m), que separa el área del Friero del central, presidido por la Torre de Salinas (2446 m). Pero antes de llegar al techo de este conjunto se encuentran la torre del Hoyo Chico (2356 m) y la torre del Hoyo de Liordes (2474 m), techo de esta formación.
Siguiendo en dirección este se halla la canal del Pedavejo (2030 m), que da paso al Alto de la Canal, las peñas de la Regaliz (cumbre triple, siendo la más alta de 2229 m), la torre del Alcacero (2247 m) y peña Remoña (2227 m). Más allá se desciende hacia Fuente Dé, mil metros más abajo.
Al este de Fuente Dé, ya fuera del cordal de las Peñas Cifuentes, se encuentran cimas como el Joracao o el Valdemoro, que rondan los 1800 m y que marcan el final de los Urrieles por el sureste.